# Dar Assabah
Dar Assabah (arabe : دار الصباح) est un groupe de presse tunisien fondé le 1er février 1951 par Habib Cheikhrouhou.
Il ouvre les colonnes du journal aux leaders du mouvement national et à toutes les plumes militant pour la libération du pays et l'édification d'un État indépendant. Le quotidien phare du groupe, Assabah, accompagne l'édification de la jeune nation tunisienne alors que son rayonnement dépasse les frontières nationales. Il est également la locomotive de ce qui devient, avec l'arrivée du Temps en 1975 puis des autres titres, un groupe important sur la scène nationale.
Il reste détenu par la famille de son fondateur jusqu'à la cession du capital par quatre de ses six héritiers directs à Mohamed Sakhr El Materi, un homme d'affaires appartenant à la famille du président Zine el-Abidine Ben Ali, en mars 2009 ; Raouf Cheikhrouhou (20 %) et Moncef Cheikhrouhou (7 %) restent toutefois détenteurs de leurs parts. À la suite de la révolution de 2011, les parts d'El Materi sont reprises par l'État tunisien.

## Publications
Le groupe publie les titres suivants :
- Assabah et ses suppléments Assabah litteraire, Assabah économique, Assabah des jeunes, Assabah politique, Assabah de la famille et Assabah du dimanche ;
- Le Temps et ses suppléments Bon Week end, Le Temps Autos et Economia ;
- Al Ousboui ;
- Sabah Al Khair.

L'Expression, lancé en octobre 2007, cesse de paraître en février 2009 alors que son supplément Femmes de Tunisie quitte le giron du groupe en juin 2008.

## Histoire
Épaulé par une poignée de militants et intellectuels de Taht Essour, Habib Cheikhrouhou décide de lancer un quotidien pour contribuer à la libération du pays du protectorat : Assabah. Cela lui vaut de connaître les geôles françaises pour le « ton dévastateur » de son quotidien.
Le 1er octobre 1969, le journal voit la création du groupe dénommé « Dar Assabah, société tunisienne de presse, d'impression, d'édition, de diffusion et de publicité », une société anonyme dont le capital de 100 000 dinars constitué à l'époque par les divers actionnaires : Habib Cheikhrouhou, fondateur et président-directeur général, son épouse Hallouma Cheikhrouhou (née El Béhi) et leurs enfants :
- Moncef Cheikhrouhou ;
- Mondher Cheikhrouhou ;
- Raouf Cheikhrouhou ;
- Fatma Bakir (née Cheikhrouhou) ;
- Zeïneb Cheikhrouhou ;
- Emna Ben Abdallah (née Cheikhrouhou) ;
- Azza Cheikhrouhou.

En 1974, le capital est doublé à 200 000 dinars et le groupe en profite pour lancer le journal Le Temps en français. En 1989, l'article 28 du statut de l'entreprise est modifié pour séparer la présidence du conseil d'administration de la direction générale. C'est dans ce contexte qu'Habib Cheikhrouhou prend la présidence du conseil d'administration et que son fils Raouf est élu à l'unanimité comme directeur général. En 1993, Raouf Cheikhrouhou quitte la direction générale et se voit remplacé par son frère Moncef. Le 27 janvier 1994, Habib Cheikhrouhou décède et sa fille Fatma Bakir devient présidente du conseil d'administration. Peu après, Mondher Cheikhrouhou cède ses parts et les partage entre son frère ainé Moncef (33 %) et sa sœur Fatma (17 %). En août 2000, après des années de pression politique et alors que son aîné s'est exilé en France, Raouf Cheikhrouhou réintègre les fonctions de directeur général et de directeur responsable des publications.
En mars 2009, Azza Cheikhrouhou (10 % du capital), Emna Ben Abdallah (10 %) et Fatma Bakir (17 %) cèdent leur parts à l'homme d'affaires Mohamed Sakhr El Materi, qui dispose alors d'au moins trois sièges au conseil d'administration que présidait auparavant Fatma Bakir. D'après son avocat, en avril 2009, après avoir subi plusieurs pressions alors qu'il vivait en exil, Moncef Cheikhrouhou (33 %) cède à son tour 25 % de ses parts au même homme d'affaires ; 30 % restent encore aux mains de Raouf Cheikhrouhou (20 %) et Zeïneb Cheikhrouhou (10 %). Peu après, Zeineb Cheikhrouhou vend à son tour ses parts. À la suite de la révolution de 2011, les parts d'El Materi sont reprises par l'État tunisien (73 %).
En août 2012, la nomination de Lotfi Touati au poste de PDG suscite une polémique en raison de ses liens avec le régime déchu de Ben Ali,. Faute d'une majorité au conseil d'administration, une assemblée générale des actionnaires nomment Raouf Cheikrouhou comme président du conseil d'administration et Touati comme directeur général. Ce dernier est finalement destitué de son poste le 31 octobre.

## Impression

### Tirages
De sa création et jusqu'en 1971, Assabah est tiré par la rotative de La Presse de Tunisie. De 1972 à 2002, Dar Assabah tire ses journaux sur sa propre rotative de type Goss. En mars 2002, Dar Assabah s'équipe d'une nouvelle rotative Manugraph-NewsLine.

### Pré-tirages
De sa création et jusqu'en 1982, le personnel procède à la saisie et au montage avec plomb. Jusqu'en 1990, il fait recours au montage-papier après une saisie sur ordinateur et bandes perforées. Jusqu'en 2002, on procède à la saisie et au montage électronique sur ordinateur et au flashage sur film avant montage de la plaque métallique. À partir de 2003, une nouvelle étape consiste au passage de l'ordinateur vers la plaque métallique.

## Publicité
La publicité constitue un élément important du système d'information complémentaire au sein de l'entreprise à travers tous les journaux et les suppléments qu'elle édite. En effet, à l'instar des efforts qu'elle déploie pour faire évoluer et moderniser son discours journalistique, sur les plans du fond et de la forme en s'appuyant sur ses compétences journalistiques multidisciplinaires, et à l'instar de ses équipements technologiques modernes en matière d'impression, qui sont exploités par des techniciens formés à la meilleure école, Dar Assabah œuvre, en parallèle et grâce à une équipe spécialisée dans le domaine de la publicité, à faire évoluer les annonces en recourant à des conceptions et à des méthodes nouvelles, l'objectif étant d'atteindre un haut niveau en matière de publicité qu'elle se soucie de présenter dans un cadre alliant l'esthétique de la maquette à la richesse du contenu, ce qui fait de l'annonce une véritable création basée sur le sérieux et le professionnalisme, de façon à accrocher l'intérêt du lecteur et à réaliser l'objectif assigné, à savoir la publicité sur une large diffusion.

## Diffusion et distribution
Pour la distribution de ses journaux, Dar Assabah compte sur ses propres moyens couvrant l'ensemble du territoire tunisien de manière quotidienne. Ceci permet de trouver chaque matin les publications du groupe chez tous les vendeurs de journaux. Cette couverture est assurée par dix lignes faisant de ce circuit de distribution l'un des plus importants du pays :
- Tunis-Sfax ;
- Tunis-Djerba ;
- Tunis-Gafsa ;
- Tunis-Sousse ;
- Tunis-Nabeul ;
- Tunis-Bizerte ;
- Tunis-Kasserine ;
- Tunis-Le Kef ;
- Tunis-Jendouba ;
- Tunis.